# 科羅廖夫 (莫斯科州)
科羅廖夫（俄语：Королёв）是俄羅斯莫斯科州北部的一個城市。位於莫斯科東北20公里。2002年人口142,568人（2007年约173,600人）。它是莫斯科州最大的城市。
1938年設市，時稱加里寧格勒。1996年改名，以紀念蘇聯科學家謝爾蓋·科羅廖夫。是蘇俄太空探索的搖籃。

## 地理
科羅廖夫位于莫斯科市边境东北约10千米处，和莫斯科市区之间隔着一座国家公园。这个国家公园的一部分属于科羅廖夫，因此科羅廖夫的市区面积里有一半是森林。
科羅廖夫的邻城有梅季希和尤比列伊內，它们一起组成莫斯科周围最大的城市地区。离科羅廖夫10至20千米处还有伊萬捷耶夫卡、普希金諾、曉爾科沃和巴拉希哈。

## 历史
19世纪末铁路从莫斯科通到今天科羅廖夫所在的地方，这里形成了一个叫波德利普基（Подлипки）的村落。当时这里的建筑主要是達恰。1918年一座炮厂被从圣彼得堡迁移到这附近，目的是让该厂在俄国内战中能够保持生产。在这座炮厂周围形成了一个工人宿舍区。由于米哈伊尔·伊万诺维奇·加里宁积极参加了炮厂的建设工作，1922年第8工厂以加里宁命名。1928年居民点被授名为加里寧斯基（Калининский）。1938年它被授予城市地位，并被命名为加里寧格勒（Калининград）。火炮第8工厂在高射炮、反坦克炮、坦克炮领域具有绝对领先地位，仅从1939-1945年该厂生产了18872门M1939型37mm高射炮，击落了14657架轴心国飞机。从1945年开始，原東普魯士的柯尼斯堡在第二次世界大战结束后被改名为加里寧格勒，因此这里的加里寧格勒添加了“莫斯科州的”的前缀，来避免两地混淆。
1946年苏联政府决定把火箭研究迁移到莫斯科州的加里寧格勒，第8炮厂转产火箭、发射载具。在1940和50年代里这里建设了多座航天工业研究所和工厂。通过与周边村落的合并莫斯科州的加里寧格勒扩展了许多。1992年原来属于莫斯科州的加里寧格勒的尤比列伊內被分出，独立成为一座城市。
1996年城市以从1946年在当地从事研究工作的謝爾蓋·科羅廖夫命名为科羅廖夫。

## 经济和交通

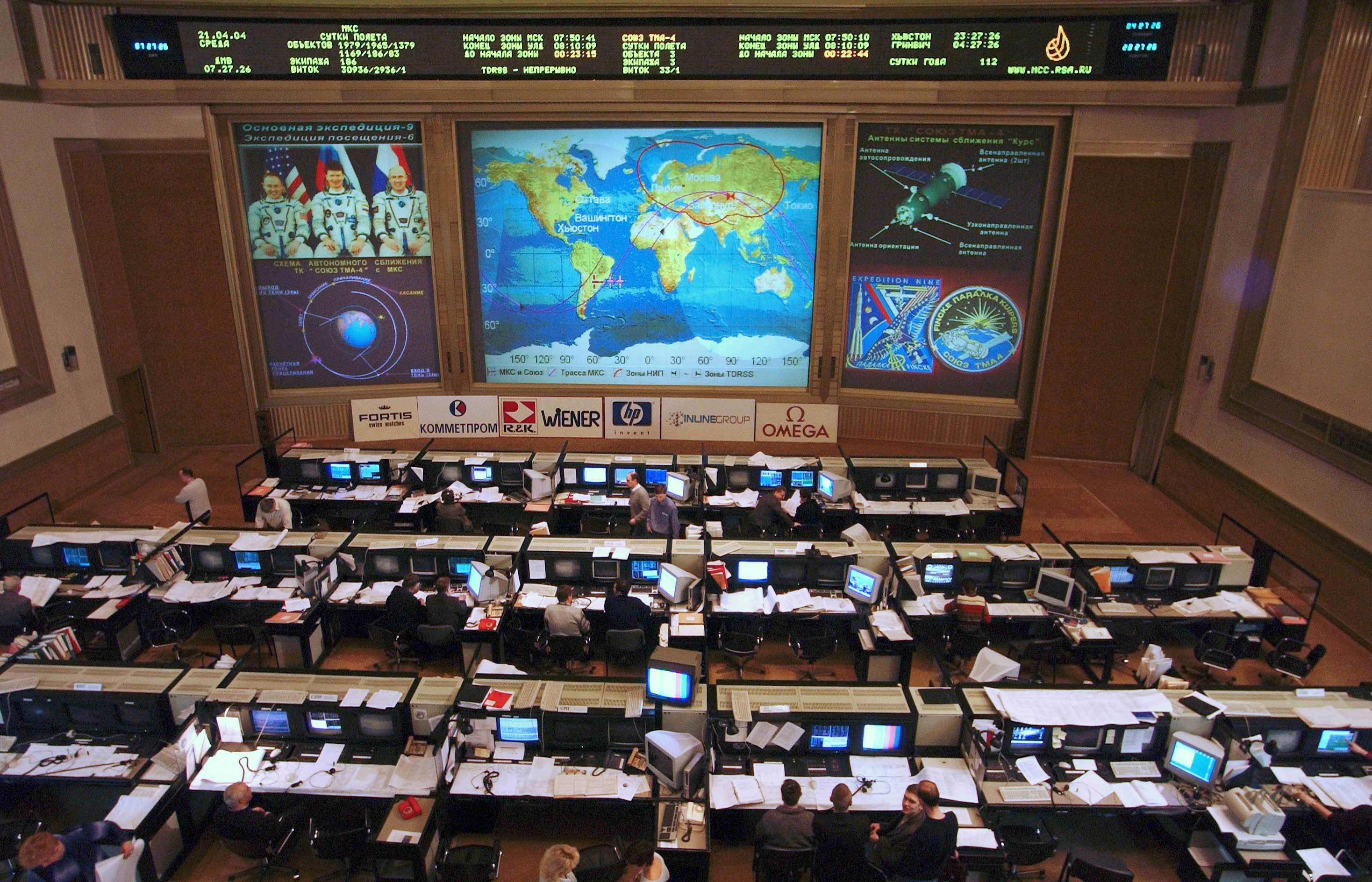
俄罗斯联邦航天局在科羅廖夫的控制中心

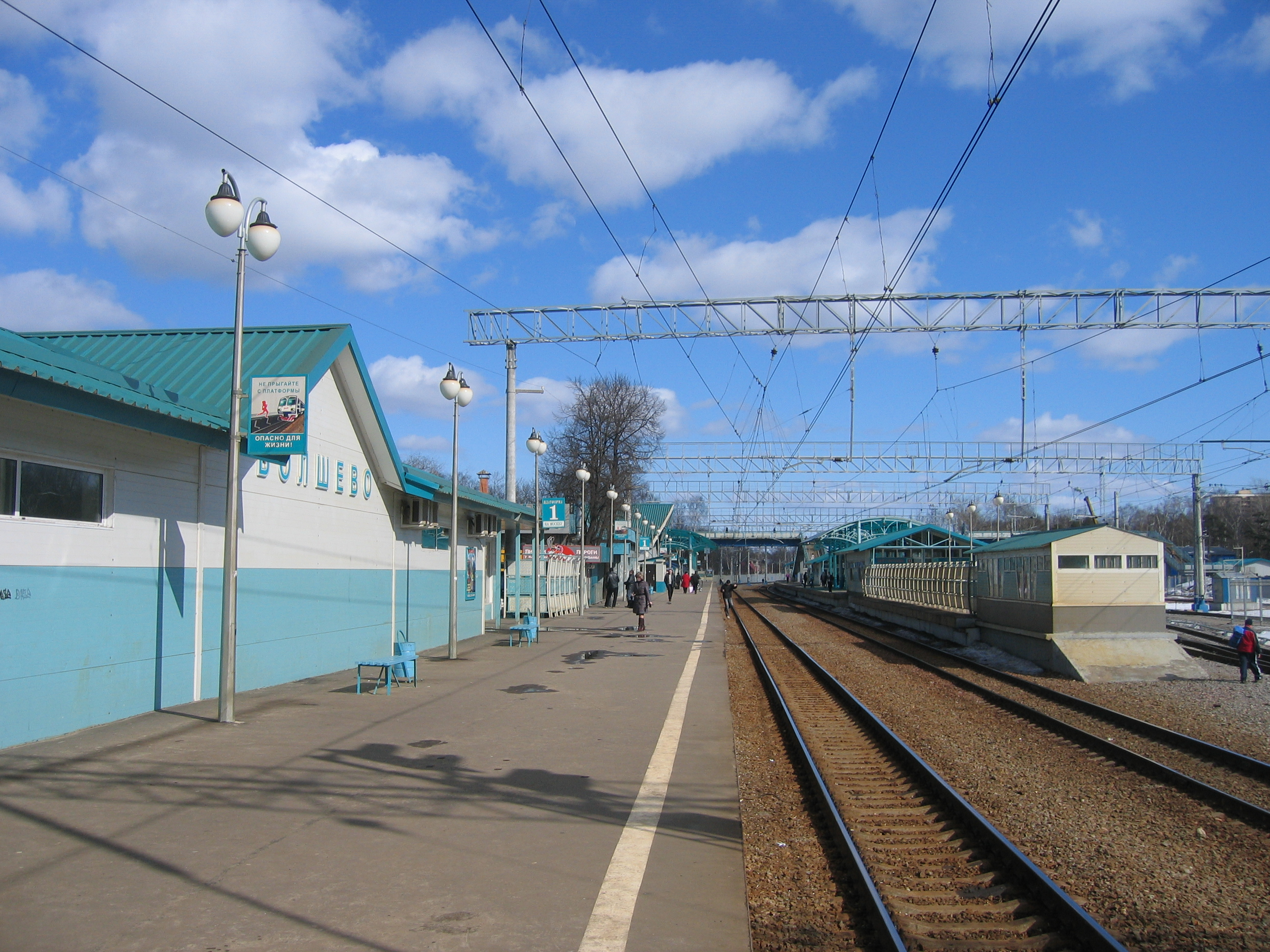
火车站

至今为止科羅廖夫是俄罗斯的航天中心之一。市内的控制中心曾经指挥去往和平号空间站的飞船。此外市内有多个科学研究机构。当地的工业也主要是火箭和飞船制造方面的。其它工业有木材加工、包装和纺织业。
西伯利亞鐵路的一个分支通到科羅廖夫。从这里有班车去莫斯科。市内有多条公共汽车线路，与周围地区也有公共汽车线路连接。

## 友好城市
- 俄羅斯茹科夫斯基
- 俄羅斯莫斯科
- 俄羅斯希姆基
- 拜科努爾

## 名人
- 亚历山大·朱林，花样滑冰运动员
- 尤里·沃伊诺夫，足球运动员